# Óscar Coll Marengo
Óscar Coll Marengo   (Buenos Aires, 1 de setembre de 1928 - dècada del 2000) fou un futbolista argentí de la dècada de 1950.

## Trajectòria
Conegut com el muñeco Coll, va jugar a l'Argentina als clubs River Plate, CA Platense i San Lorenzo. El 1956 fitxà pel RCD Espanyol, on romangué durant cinc temporades. El 1961 fitxà pel CF Reus Deportiu i l'any següent per la Universidad de Chile on guanyà tres campionats xilens.
Els seus germans Andrés i Norberto també foren futbolistes.

## Palmarès
Universidad de Chile
- Lliga xilena de futbol: 1962, 1964, 1965